# My tři braši od muziky
My tři braši od muziky je český animovaný televizní seriál z roku 1999 poprvé vysílaný v rámci večerníčku v březnu roku 2000. Po první sérii 13 dílů následně v roce 2003 vzniklo dalších 7 epizod, poprvé byly vysílány v únoru 2004.
Námět k seriálu dodal Pavel Cmíral, do scénáře rozpracovali Pavel Cmíral a Garik Seko. Technický scénář připravil Josef Lamka. Kamera byla svěřena Milanu Halouskovi a Oldřichu Bělskému. Hudbu zkomponoval Petr Skoumal. Režii měla na starosti Nataša Boháčková. Seriál namluvili Július Satinský a Petr Nárožný. Celkem bylo natočeno 20 epizod, v délce mezi 9 až 10 minutami.

## Synopse
Tři muzikanti putují celým světem,

## Seznam dílů
1. Jak si Alois s Emilem nechali ušít nové kalhoty
2. Jak nechtěli pustit prasátko Terézie přes hranice do Němec
3. Jak si Emil doma zapomněl lakýrku
4. Jak dva muzikáři hráli jako tři
5. Jak slavil císařpán narozeniny
6. Jak se muzikáři popasovali s brémskými muzikanty
7. Jak tři braši zachránili Nikolce ženicha
8. Jak Alois s Emilem hráli a nehráli na pařížském bále
9. Jak Emil naštěstí potkal slona s Indem
10. Jak se poprvé potkali s mořem
11. Jak si spravedlivě rozdělili šest briliantů
12. Jak se v Africe načisto ztratili
13. Jak měsíc pokřtil Emilova Matěje
14. Jak šel Matěj na vandr
15. Jak naučili vrabce kukat
16. Jak zachránili Eiffelovu věž
17. Jak naladili Big Ben
18. Jak potkali Charlieho
19. Jak si poradili s klaksonem
20. Jak hráli s ozvěnou

## Další tvůrci
- Technický scénář: Josef Lamka
- Animátoři: Oldřich Bělský, David Filcík, Pavel Rak
- Výtvarník: Stanislav Duda
- Výtvarná spolupráce: Helena Šimůnková